# Edward Arthur Milne
Edward Arthur Milne (ur. 14 lutego 1896 w Hull, Yorkshire, zm. 21 września 1950 w Dublinie) – angielski matematyk, astrofizyk i kosmolog, twórca teorii alternatywnej do teorii względności, prezes Królewskiego Towarzystwa Astronomicznego.

## Życiorys
Pochodził z rodziny nauczycieli, po ukończeniu szkoły w Hull rozpoczął studia w Trinity College na Uniwersytecie Cambridge. Wada wzroku nie pozwoliła mu na aktywny udział w I wojnie światowej, ale w 1916 roku działał w zespole prowadzącym badania nad obroną przeciwlotniczą. W 1919 roku powrócił do Cambridge, a w 1920 został asystentem dyrektora w tamtejszym Solar Physics Observatory. Pracował tam przez pięć lat, kolejne trzy spędził na University of Manchester, gdzie wykładał matematykę. W 1929 roku objął stanowisko profesora matematyki (Rouse Ball Professor of Mathematics) na Oxford University. Wraz z Harrym Plaskettem znacznie rozwinęli astrofizykę na tej uczelni. 
Prowadził badania nad matematyczną teorią struktur gwiazdowych, opisał sposób, w jaki molekuły wydostają się z atmosfery gwiezdnej i planetarnej, co pozwoliło na wyjaśnienie pochodzenia wiatru gwiazdowego.
Milne stał się znany dzięki przeprowadzeniu z sir R. H. Fowlerem pionierskich badań ciśnień na różnych poziomach gwiezdnych atmosfer. Wykazał też, że Słońce może wyrzucać atomy z prędkością do 1600 km/s. W 1929 zajął się problematyką powstawania gwiazd i procesami zachodzącymi w ich wnętrzu. Wyniki tych badań pozwoliły wyjaśnić powstawanie białych karłów.
W późniejszym czasie zwrócił swoje zainteresowania w stronę kosmologii. Był twórcą alternatywnej teorii względności kinematycznej (nie zyskała ona uznania, ale spowodowała zintensyfikowanie badań w tej dziedzinie) oraz modelu kosmologicznego, zwanego modelem Milne’a.

## Wyróżnienia i nagrody
- Złoty Medal Królewskiego Towarzystwa Astronomicznego (1935)[5]
- Royal Medal (przyznawany przez Royal Society) (1941)
- Bruce Medal (1945)

Jego imieniem nazwano krater Milne na Księżycu.

## Wybrane publikacje
- The White Dwarf Stars, Oxford: Clarendon Press, 1932.
- Relativity, gravitation and world-structure, Oxford: Clarendon Press, 1935.
- The Inverse Square Law of Gravitation, London: Harrison and Son, 1936.
- The Fundamental Concepts of Natural Philosophy, Edinburgh: Oliver & Boyd, 1943.
- Kinematic relativity; a sequel to Relativity, gravitation and world structure, Oxford: Clarendon Press, 1948.
- Vectorial Mechanics, New York: Interscience Publishers, 1948.
- Modern Cosmology and the Christian Idea of God, Oxford: Clarendon Press, 1952.
- Sir James Jeans: A Biography, Cambridge University Press, 1952.